# Braunsia occidentalis
Braunsia occidentalis är en stekelart som beskrevs av Günther Enderlein 1904. Braunsia occidentalis ingår i släktet Braunsia och familjen bracksteklar. Utöver nominatformen finns också underarten B. o. obscurior.